# Women's National Basketball Association 1999
La Women's National Basketball Association 1999 è stata la terza edizione della lega professionistica statunitense.
Il titolo è stato conquistato per la terza volta consecutiva dalle Houston Comets, guidate dalla miglior marcatrice Cynthia Cooper. La giocatrice delle Sacramento Monarchs Yolanda Griffith ha vinto invece il titolo di Most Valuable Player.

## Stagione

### Novità
Le franchigie passarono da dieci a dodici, grazie all'aggiunta di Minnesota Lynx e Orlando Miracle.

### Formula
Le dodici franchigie erano divise in due raggruppamenti, chiamati rispettivamente Eastern Conference e Western Conference. Al termine della stagione regolare, composta da 32 gare, la seconda e la terza di ogni conference spareggiavano per disputare poi la finale di conference contro la prima classificata del proprio raggruppamento. Le due vincenti di queste finali giocavano poi le finali WNBA.

## Squadre partecipanti
| Squadra           | Stagione | Città          | Palazzetto                 | Stagione precedente                        |
| ----------------- | -------- | -------------- | -------------------------- | ------------------------------------------ |
| Charlotte Sting   | dettagli | Charlotte      | Charlotte Coliseum         | 2º nella Eastern Conference                |
| Cleveland Rockers | dettagli | Cleveland      | Gund Arena                 | 1º nella Eastern Conference                |
| Detroit Shock     | dettagli | Detroit        | The Palace of Auburn Hills | 4º nella Eastern Conference                |
| Houston Comets    | dettagli | Houston        | Compaq Center              | 1º nella Western Conference, Campione WNBA |
| L.A. Sparks       | dettagli | Los Angeles    | Great Western Forum        | 3º nella Western Conference                |
| Minnesota Lynx    | dettagli | Minneapolis    | Target Center              |                                            |
| N.Y. Liberty      | dettagli | New York       | Madison Square Garden      | 3º nella Eastern Conference                |
| Orlando Miracle   | dettagli | Orlando        | TD Waterhouse Centre       |                                            |
| Phoenix Mercury   | dettagli | Phoenix        | America West Arena         | 2º nella Western Conference                |
| Sacramento Mon.s  | dettagli | Sacramento     | ARCO Arena                 | 4º nella Western Conference                |
| Utah Starzz       | dettagli | Salt Lake City | Delta Center               | 5º nella Western Conference                |
| Wash. Mystics     | dettagli | Washington     | MCI Center                 | 5º nella Eastern Conference                |

## Stagione regolare

### Eastern Conference
|  |    | Classifica finale 1999 | Pt | G  | V  | P  | PtF | PtS |
|  | -- | ---------------------- | -- | -- | -- | -- | --- | --- |
|  | 1. | New York Liberty       | -  | 32 | 18 | 14 | -   | -   |
|  | 2. | Charlotte Sting        | -  | 32 | 15 | 17 | -   | -   |
|  | 3. | Detroit Shock          | -  | 32 | 15 | 17 | -   | -   |
|  | 4. | Orlando Miracle        | -  | 32 | 15 | 17 | -   | -   |
|  | 5. | Washington Mystics     | -  | 32 | 12 | 20 | -   | -   |
|  | 6. | Cleveland Rockers      | -  | 32 | 7  | 25 | -   | -   |

### Western Conference
|  |    | Classifica finale 1998 | Pt | G  | V  | P  | PtF | PtS |
|  | -- | ---------------------- | -- | -- | -- | -- | --- | --- |
|  | 1. | Houston Comets         | -  | 32 | 26 | 6  | -   | -   |
|  | 2. | Los Angeles Sparks     | -  | 32 | 20 | 12 | -   | -   |
|  | 3. | Sacramento Monarchs    | -  | 32 | 19 | 13 | -   | -   |
|  | 4. | Minnesota Lynx         | -  | 32 | 15 | 17 | -   | -   |
|  | 5. | Phoenix Mercury        | -  | 32 | 15 | 17 | -   | -   |
|  | 6. | Utah Starzz            | -  | 32 | 15 | 17 | -   | -   |

## Play-off
|  | Conference First Round | Conference First Round | Conference First Round |                 |  | Conference Finals | Conference Finals | Conference Finals |  |  | WNBA Finals | WNBA Finals | WNBA Finals |  |
|  |                        |                        |                        |                 |  |                   |                   |                   |  |  |             |             |             |  |
|  |                        |                        |                        |                 |  | 1E                | N.Y. Liberty      |                   |  |  |             |             |             |  |
|  |                        |                        |                        |                 |  | 1E                | N.Y. Liberty      |                   |  |  |             |             |             |  |
|  |                        |                        |                        | Charlotte Sting |  |                   |                   |                   |  |  |             |             |             |  |
|  | 2E                     | Charlotte Sting        |                        |                 |  |                   |                   |                   |  |  |             |             |             |  |
|  | 2E                     | Charlotte Sting        |                        |                 |  |                   |                   |                   |  |  |             |             |             |  |
|  | 3E                     | Detroit Shock          |                        |                 |  |                   |                   |                   |  |  |             |             |             |  |
|  | 3E                     | Detroit Shock          | N.Y. Liberty           |                 |  |                   |                   |                   |  |  |             |             |             |  |
|  |                        |                        |                        |                 |  |                   |                   |                   |  |  |             |             |             |  |
|  |                        |                        | Houston Comets         |                 |  |                   |                   |                   |  |  |             |             |             |  |
|  |                        |                        |                        |                 |  |                   |                   |                   |  |  |             |             |             |  |
|  |                        |                        |                        |                 |  |                   |                   |                   |  |  |             |             |             |  |
|  |                        |                        |                        |                 |  |                   |                   |                   |  |  |             |             |             |  |
|  |                        | 1W                     | Houston Comets         |                 |  |                   |                   |                   |  |  |             |             |             |  |
|  |                        |                        |                        |                 |  |                   |                   |                   |  |  |             |             |             |  |
|  |                        |                        |                        | L.A. Sparks     |  |                   |                   |                   |  |  |             |             |             |  |
|  | 2W                     | L.A. Sparks            |                        |                 |  |                   |                   |                   |  |  |             |             |             |  |
|  | 2W                     | L.A. Sparks            |                        |                 |  |                   |                   |                   |  |  |             |             |             |  |
|  | 3W                     | Sacramento Mon.s       |                        |                 |  |                   |                   |                   |  |  |             |             |             |  |

## Vincitore
| Campione WNBA 1999         |
| -------------------------- |
| Houston Comets (3º titolo) |

## Statistiche
| Categoria             | Giocatore        | Squadra             | Stat |
| --------------------- | ---------------- | ------------------- | ---- |
| Punti per gara        | Cynthia Cooper   | Houston Comets      | 22,1 |
| Rimbalzi per gara     | Yolanda Griffith | Sacramento Monarchs | 11,3 |
| Assist per gara       | Ticha Penicheiro | Sacramento Monarchs | 7,1  |
| Palle rubate per gara | Yolanda Griffith | Sacramento Monarchs | 2,5  |
| Stoppate per gara     | Margo Dydek      | Utah Starzz         | 2,4  |
| FG%                   | Murriel Page     | Washington Mystics  | 57,4 |
| FT%                   | Eva Němcová      | Cleveland Rockers   | 98,4 |
| 3FG%                  | Jennifer Azzi    | Detroit Shock       | 51,7 |

## Premi WNBA
- WNBA Most Valuable Player: Yolanda Griffith, Sacramento Monarchs
- WNBA Defensive Player of the Year: Yolanda Griffith, Sacramento Monarchs
- WNBA Coach of the Year: Van Chancellor, Houston Comets
- WNBA Rookie of the Year: Chamique Holdsclaw, Washington Mystics
- WNBA Newcomer of the Year: Yolanda Griffith, Sacramento Monarchs
- WNBA Finals Most Valuable Player: Cynthia Cooper, Houston Comets
- All-WNBA First Team:
  - Cynthia Cooper, Houston Comets
  - Yolanda Griffith, Sacramento Monarchs
  - Ticha Penicheiro, Sacramento Monarchs
  - Sheryl Swoopes, Houston Comets
  - Natalie Williams, Utah Starzz
- All-WNBA Second Team:
  - Chamique Holdsclaw, Washington Mystics
  - Shannon Johnson, Orlando Miracle
  - Lisa Leslie, Los Angeles Sparks
  - Tina Thompson, Houston Comets
  - Teresa Weatherspoon, New York Liberty